# T-Junction
Vous venez d’apposer le modèle de débat d'admissibilité.
Avant toute chose, veuillez créer la page de débat correspondante en cliquant ici.
- Une fois la page de vote initialisée, rafraîchissez cette page, et le bandeau prendra son aspect définitif.
- Si votre débat d'admissibilité est groupé (le motif et l’argumentation doivent être les mêmes), modifiez cette page pour ajouter au modèle le paramètre « cat » suivi du nom de la page de discussion de l’article pour lequel la page de débat existe déjà (ex. : cat=Discussion:Nom_de_l'autre_article). Ensuite, suivez les nouvelles instructions qui apparaissent.
- Vous pouvez également utiliser le paramètre « type » pour faciliter l’accès aux critères d’admissibilité. Exemple : {{suppression|type=mot-clé}}. Liste des mots-clés existants : fiction, musique, art visuel, fanzine, jeu de société, porno, sportif, association, enseignement, société, site web, route, nombre, (Liste complète ici).

| 1. | Créez la page de débat d'admissibilité.                                                                      | Sauvegardez d’abord la page pour l’initialiser puis indiquez votre motivation.    |
| 2. | Important : ajoutez une entrée dans la section Débat d'admissibilité du jour.                                | Utilisez ce texte : *{{L\|T-Junction}}                                            |
| 3. | Pensez à informer les contributeurs principaux de la page et les projets associés lorsque cela est possible. | Utilisez ce texte : {{subst:Avertissement débat d'admissibilité\|T-Junction}}~~~~ |

T-Junction (nom d'artiste de Tim Paalhaar) est un producteur et DJ néerlandais de musiques électroniques hardcore et gabber. Sa musique reflète un équilibre entre les genres hardcore festifs et agressifs[réf. nécessaire]. 

## Biographie
Passionné de musique électronique, il débuta en production audio sur la PlayStation, puis il devint DJ producteur par la suite. Sa carrière prend de l'ampleur grâce lors de son entrée au sein du label The Third Movement en 2002. Puis, en 2008, il change de label pour Masters of Hardcore. Ses productions sortent depuis 2015 sous le label Enzyme Records.
Son principal succès What's Up With Life, sorti en 2004.
Il formera un duo de DJ avec Osiris, duo qui sera soutenu par MC Madness.
Il travaille pour sa carrière de producteur en établissant son propre studio.

## Discographie

### Singles

#### The Third Movement
- 2002 : Exposure ft. D-Passion
- 2004 : The Rise and Fall
- 2007 : Livin the hard life ft. Osiris
- 2008 : Gangster Mentality ft Alex B

#### Masters of Hardcore
- 2009 : Without me
- 2010 : Religion of the Beast ft. Dyprax
- 2010 : Deadly Volts ft. Angerfist
- 2010 : A New Level Of Fleak ft. Angerfist
- 2010 : The Culture ft. Angerfist
- 2011 : Cosmic Deamer ft. Rudeboy
- 2011 : Arena of Destiny
- 2012 : A Done Deal ft. Decipher & Shinra
- 2013 : 10 Years T-Junction
- 2014 : Temporary Ecstasy ft. Rudeboy
- 2014 : The Abomination ft. Rudeboy

#### Aucun label
- 2015 : Stand Your Ground (A Nightmare in Germany Anthem '15) ft. Rudeboy

### Mixes
- 2007 : Hellraiser - No One Can Stop Us ft. Endymion & Osiris (More Music)
- 2013 : Bassleader 2013 - Elements Of The Harder Styles ft. Coone & Lords Of Tek & Chain Reaction (Toff Music)